# Skandal i Peyton Place
Skandal i Peyon Place (originaltitel: Return to Peyton Place) är en amerikansk dramafilm från 1961 i regi av José Ferrer. Filmen bygger på en roman av Grace Metalious och är en uppföljare till filmen Lek i mörker (Peyton Place) från 1957.

## Rollista i urval
- Carol Lynley – Allison MacKenzie
- Jeff Chandler – Lewis Jackman, New York Publisher
- Eleanor Parker – Constance "Connie" Rossi, klädaffärsägare
- Mary Astor – Mrs. Roberta Carter
- Robert Sterling – Mike Rossi, rektor på Peyton Place Highschool
- Luciana Paluzzi – Raffaella Carter
- Brett Halsey – Theodore "Ted" Carter
- Gunnar Hellström – Nils Larsen
- Tuesday Weld – Selena Cross

## Om filmen
Gunnar Hellström har en liten roll som skidlärare.
Filmen fick dålig kritik, men många tyckte ändå att Mary Astor gjorde en fin insats som tyrannisk matriark.